# 만수산
만수산(萬壽山)은 대한민국의 충청남도 보령시 성주면과 부여군 외산면 경계에 있는 산이다. 높이는 575.4m. 차령산맥의 끝자락에 있다. 성주산 휴양림과 만수산 자연휴양림이 있다. 이방원(조선 태종)의 시조에 나오는 만수산과는 다르다. 무량사, 무량사 극락전(보물 356호), 무량사 석등(보물 233호), 무량사 오층석탑(보물 185호), 김시습 부도 등이 있다.